# Pat Cox

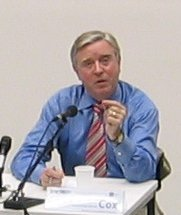
Pat Cox

Pat Cox (n. 28 noiembrie 1952, Dublin) este un om politic irlandez, a fost președinte al Parlamentului European din 2002 până în 2004 și membru al Parlamentului European în perioada 1999-2004 din partea Irlandei. 